# Krasnostaw (przystanek kolejowy)
Krasnostaw (ukr. Красностав) – przystanek kolejowy w pobliżu miejscowości Krasnostaw, w rejonie korosteńskim, w obwodzie żytomierskim, na Ukrainie. Położony jest na linii Kijów – Korosteń – Sarny – Kowel.

## Historia
W okresie międzywojennym istniała w tym miejscu mijanka Krywotin.